# John Frederick Bateman
John Frederick La Trobe Bateman (Halifax, 30 de Maio de 1810 –– Farnham, 10 de Junho de 1889) foi um engenheiro civil britânico, cujo trabalho serviu de base para a indústria de abastecimento de água moderna do Reino Unido.
Tendo trabalhado inicialmente como aprendiz de topógrafo e engenheiro de mineração, Bateman, durante mais de cinquenta anos, tendo seu início datado em 1835, poucos meses após apresentar um estudo sobre as causas das enchentes provocadas pelo rio Medlock, projetou e construiu reservatórios e sistemas de abastecimento de água para diversas cidades, sendo considerado o maior em sua área de atuação da sua geração.

## Principais obras
Seu projeto mais conhecido é o Longdendale Chain, encontrado no Vale Longdendale, no norte do condado de Derbyshire, o qual é uma sequência de seis reservatórios no percuso do rio Etherow e foi construido para abastecer a crescente população de Manchester e Salford com água fresca no século XIX. Esta construção, que durante muitos anos foi o maior sistema de abastecimento de água do mundo, teve seu início em 1848 e seu término 29 anos depois, em 1877.
Enquanto o sistema de abastecimento de Manchester era construído, Bateman também foi responsável pela obra de ligação da cidade de Glasgow com o lago Katrine, que se encontra a 54 km de distância. Nesta, a qual contou com aproximadamente três mil operários trabalhando durante os quatro anos de construções, Bateman encontrou inumeros desafios, principalmente para a escavação das rochas próximas ao lago, a qual era possível com os equipamentos existentes na época perfurar aproximadamente apenas 2,8 metros por mês (10 centímetros por dia). Como o sistema que conectava a cidade com o lago funcionava por gravidade, Bateman também teve a necessidade de transformar o lago em um reservatório, a fim de elevar o nível do mesmo em mais um metro. Quando pronto, a ligação contava com 26 aquedutos de ferro e pedra (tendo estes um metro de diâmetro), 44 dutos de ventilação e setenta túneis. Em sua inauguração, na qual estiveram presentes a Rainha Vitória e seu marido, o Príncipe Alberto, Bateman proferiu o seguinte discurso, sendo este posteriormente reforçado por declarações de James M. Gale:
| “ | Deixo-lhes uma obra tão indestrutível como as colinas que ela atravessa. Uma verdadeira obra romana que suplanta a grandiosidade dos nove famosos aquedutos que abasteciam Roma. Das obras de ornamentação e utilidade pela qual sua cidade se distingue, nenhuma será mais louvável que o sistema do lago Katrine. | ” |

Bateman também trabalhou em sistemas de abastecimento de água para Belfast (Irlanda), Bolton, Chester, Dublin (Irlanda), Newcastle upon Tyne, Oldham, Perth (Escócia), Stockport e Wolverhampton, entre muitos outros. Realizou projetos no exterior, bem como, a concepção e construção de um sistema de drenagem e abastecimento de água para Buenos Aires (Argentina), e sistemas de abastecimento de água para Nápoles (Itália), Constantinopla (à época Império Otomano) e Colombo (à época colônia britânica).